# Lập đông
Lập đông (tiếng Hán: 立冬; bính âm: ‘‘lìdōng’’) là một trong 24 tiết khí của các lịch Trung Quốc, Việt Nam, Nhật Bản, Triều Tiên. Nó thường bắt đầu vào khoảng ngày 7 hay 8 tháng 11 dương lịch (Bắc bán cầu) hoặc 5 hay 6 tháng 5 dương lịch (Nam bán cầu), khi Mặt Trời ở xích kinh 225° (kinh độ Mặt Trời bằng 225°). Đây là một khái niệm trong công tác lập lịch của các nước Đông Á chịu ảnh hưởng của nền văn hóa Trung Quốc cổ đại. Theo quy ước, tiết lập đông là khoảng thời gian bắt đầu từ khoảng ngày 7 hay 8 tháng 11 khi kết thúc tiết sương giáng và kết thúc vào khoảng ngày 22 hay 23 tháng 11 trong lịch Gregory theo các múi giờ Đông Á khi tiết tiểu tuyết bắt đầu.
Ý nghĩa của tiết khí này, đối với vùng Trung Hoa cổ đại, là Bắt đầu mùa đông. Còn theo  thuật ngữ thiên văn học phương Tây, ngày bắt đầu mùa đông tại Bắc bán cầu là vào ngày 21 - 22 tháng 12, tương ứng với tiết Đông chí theo lịch Trung Quốc.
Lịch Trung Quốc, cũng như lịch ở các nước Đông Á cổ đại bao gồm Việt Nam, bị nhiều người lầm là âm lịch thuần túy, dẫn đến ngộ nhận về việc tiết khí nói chung và Lập đông nói riêng được tính theo chu kỳ của Mặt Trăng quay xung quanh Trái Đất. Trên thực tế lịch Trung Quốc cổ đại là một loại âm dương lịch, trong đó tiết khí, từ thời Hán Vũ Đế, đã được tính theo vị trí của Trái Đất trong chu kỳ chuyển động trên quỹ đạo xung quanh Mặt Trời. Theo cách tính hiện đại, với điểm xuân phân là gốc có kinh độ Mặt Trời bằng 0°, thì điểm diễn ra hay bắt đầu tiết Lập đông ứng với kinh độ Mặt Trời bằng 225°. Ngày bắt đầu tiết Lập đông do vậy được tính theo cách tính của dương lịch hiện đại và nó thông thường rơi vào ngày 7 hay 8 tháng 11 dương lịch tùy theo từng năm. Tiết khí đứng ngay trước Lập đông là Sương giáng và tiết khí kế tiếp sau là Tiểu tuyết.